# ستيف واتسون
ستيف واتسون (بالإنجليزية: Steve Watson)‏ (1 أبريل 1974 المملكة المتحدة - ) هو لاعب كرة قدم بريطاني يلعب كمدافع.

## وصلات خارجية
ستيف واتسون على موقع إي إس بي إن إف سي (الإنجليزية)
- ستيف واتسون على موقع قاعدة بيانات كرة القدم.إي يو (الإنجليزية)
- ستيف واتسون على موقع Soccerbase.com (لاعب) (الإنجليزية)
- ستيف واتسون على موقع Soccerbase.com (مدرب) (الإنجليزية)
- ستيف واتسون على موقع عالم كرة القدم.نت (الإنجليزية)